# 팡크라티온

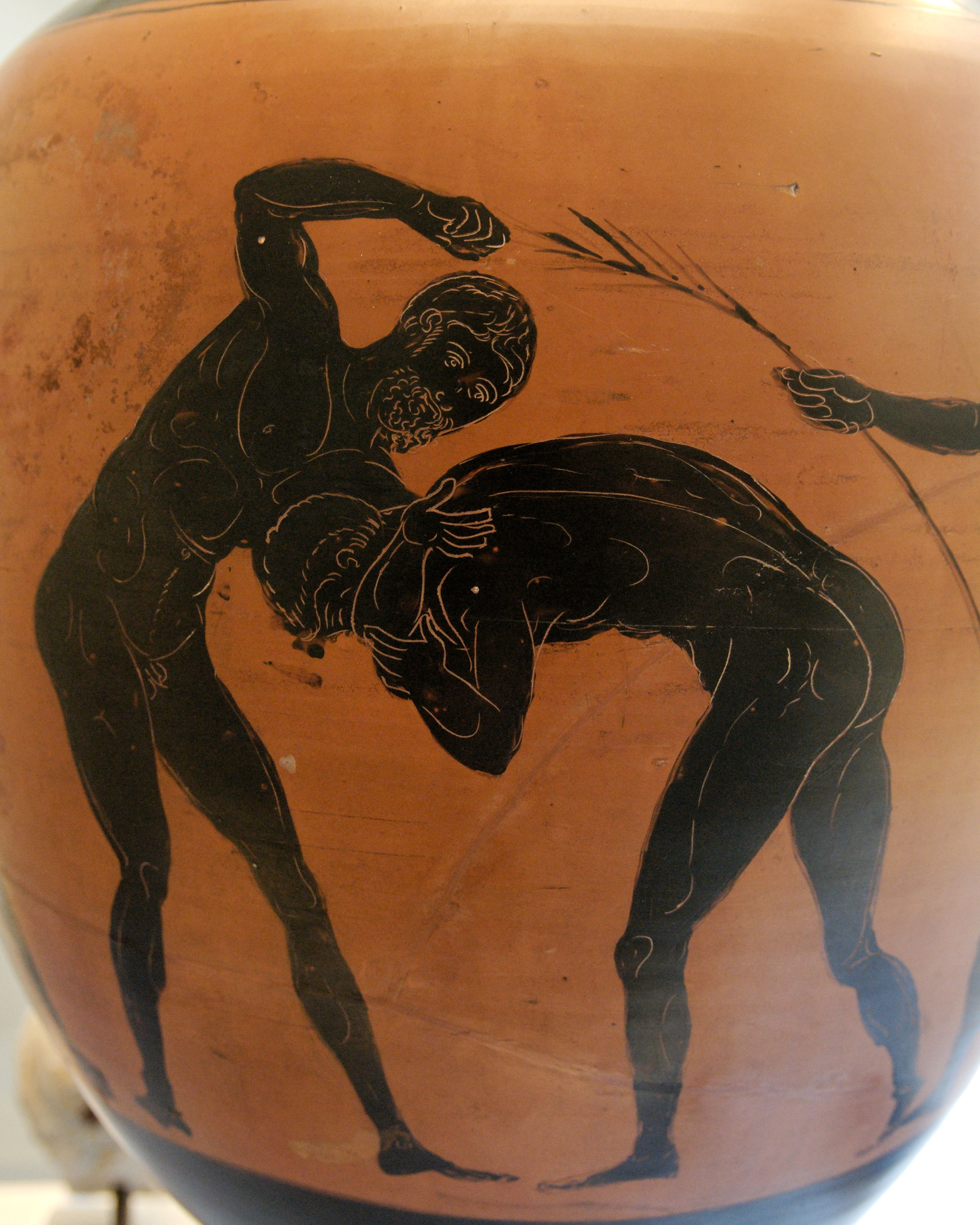
팡크라티온 선수

팡크라티온(그리스어: παγκράτιον)은 고대 올림픽에서 행해진 거친 격투 경기로, 그리스어가 어원이다. 모두를 의미하는 그리스어 판(pan)과 힘을 의미하는 크라토스(kratos)를 접붙인 합성어이다. 다시 말하면 신체의 모든 부위를 이용한다는 뜻이다. 기본적인 주먹과 발은 물론 대표적으로 이용되는 신체부위는 팔꿈치, 무릎, 발, 손바닥, 손등이었으며, 각 경기자의 특성에 따라 손끝을 이용한 공격도 펼치곤 하였다. 놀랍게도 경기 도중에 몸의 모든 곳을 만져도 허용된다. 성기를 잡는 것이 가능하지만 물어뜯는 것과 눈을 찌르는 것은 엄격히 금지가 되었다. 스파르타에서는 물어뜯기, 눈 후비기등의 공격이 허용되었으며, 스파르타인들 스스로는 그리스 모든 주민 중 전투적으로 가장 위대하다는 정체의식적 부담감에 그리스에서 열리는 공식 판크라티온 경기에는 참가하지 않았다. 판크라티온은 지금과 달리 경기 시간에 대한 제한 등 라운드 구분이 없어 휴식 시간조차 없이 한쪽이 죽거나 검지손가락을 들어 항복할 때까지 경기가 계속되었을 뿐더러, 체급에 대한 규제마저도 없어 덩치가 큰 사람이 상대적으로 유리하였다. 여기서 우승하면 어마어마한 상금, 좋은 직장, 세금 면제권 등을 수여받았다. 기본적으로 벌거벗은 채 온몸에 기름칠한 상태로 경기에 임했으며 초기에는 맨손으로 싸우다가 이후 세스투스(cestus)라는 부드러운 가죽장갑을 착용했고, 후기로 갈수록 단단한 가죽에 금속징을 박아 이용하기도 했다.